# Autorität Finanzielle Dienste und Märkte
Die Autorität Finanzielle Dienste und Märkte (niederländisch Autoriteit financiële diensten en markten; französisch Autorité des services et marchés financiers; englisch Financial Services and Markets Authority; Abkürzung FSMA) ist die Finanzmarktaufsicht in Belgien. Indem börsennotierte Unternehmen richtige und vollständige Informationen zur Verfügung stellen müssen, sorgt die FSMA für den fairen und ordnungsgemäßen Betrieb und die Transparenz der Finanzmärkte. Sie überwacht die Erbringung von Finanzdienstleistungen, Finanzprodukten. Das Vertrauen der Marktteilnehmer in das Finanzsystem soll so sichergestellt werden.

## Geschichte
Die FSMA löste am 1. April 2012 die Kommission für das Bank-, Finanz- und Versicherungswesen (CBFA) ab. Per Gesetz ist die FSMA eine Aufsichtsbehörde, welche die vom Parlament festgelegten Aufgaben erfüllt. Neben der FSMA gibt es als Aufsicht die Belgische Nationalbank. Die Zuständigkeiten der FSMA sind festgelegt und die Aufgaben bestehen in der:
- Überwachung der Finanzmärkte und börsennotierter Unternehmen
- Überwachung von Verhaltensregeln
- Produktaufsicht
- Aufsicht von Finanzdienstleistern
- Überwachung von Zusatzrenten
- Beitrag zur Verbesserung der finanziellen Bildung.

## Aufgaben
Die dezidierten Aufgaben sind im Detail:

### Überwachung der Finanzmärkte und börsennotierter Unternehmen
Die FSMA überwacht die Bereitstellung von Veröffentlichungen börsengelisteter Unternehmen. Darüber hinaus sorgt die FSMA dafür, dass alle Aktionäre einer börsennotierten Gesellschaft gleich behandelt werden. Durch die Überwachung von Marktinfrastrukturen sorgt sie für das reibungslose Funktionieren der Finanzmärkte. Bei Übernahmeangeboten sorgt die FSMA für die Einhaltung der Regeln.

### Produktaufsicht
Die Aufsicht von Finanzprodukten soll sicherstellen, dass die angebotenen Produkte verständlich sind. So soll den Verbrauchern ein besserer Überblick über die einfache Gestaltung und die Kosten im Zusammenhang mit Produkten gesichert werden. So muss die FSMA die Qualität der Informations- und Werbematerialien für Finanzprodukte überwachen.

### Überwachung Verhaltensregeln
Finanzinstitute müssen Verhaltensregeln einhalten. Diese Regeln stellen sicher, dass die Institutionen ihre Kunden gerecht, professionell und mit der gebotenen Sorgfalt und Aufmerksamkeit behandeln. Dazu zählen die bestmögliche Ausführung von Kundenaufträgen und dass die verkauften Produkte zum Kundenprofil passen.

### Aufsicht von Finanzdienstleistern und Vermittlern
Die FSMA ist verantwortlich für die Überwachung einer breiten Palette von Finanzdienstleistern, welche in direktem Kontakt mit den Kunden stehen. Diese sind Agenten und Makler, Kapitalanlagegesellschaften, Portfolio-Management und Hypothekenbanken. So müssen Agenten und Makler bei der FSMA registriert sein. Wenn die FSMA feststellt, dass jemand die Finanzdienstleistungen ohne die erforderliche Genehmigung anbietet, veröffentlicht sie eine Warnung und informiert die Justizbehörden.

### Beitrag zur finanziellen Allgemeinbildung
Die FSMA soll mit einem Aktionsplan die finanziellen Kenntnisse von Sparern und Investoren verbessern. Verbesserte wirtschaftliche Kenntnisse sollen Sparer, Versicherte, Aktionäre und Investoren in eine bessere Position gegenüber ihren finanziellen Institutionen bringen.

### Überwachung von Zusatzrenten
Die FSMA ist auch verantwortlich für die Überwachung von Zusatzrenten, welche Angestellte und Selbständige durch ihre berufliche Tätigkeit aufbauen. So bearbeitet die FSMA Beschwerden von Versicherungsnehmern und Begünstigten im Zusammenhang mit ihren ergänzenden Rentenansprüchen. Im Falle einer Unterdeckung kann die FSMA verlangen, dass diese so bald wie möglich abgebaut wird.